# تقويم نفسي
التقويم النفسي هو أسلوب لتقييم سلوك الفرد وشخصيته وقدراته المعرفية، بالإضافة إلى العديد من المجالات الأخرى. ومن الأسباب الشائعة للتقييم النفسي تحديد العوامل النفسية التي قد تعيق قدرة الشخص على التفكير أو التصرف أو تنظيم عواطفه وظيفيًا أو بنّاءً. وهو يُعادل الفحص البدني من الناحية العقلية. تسعى تقييمات نفسية أخرى إلى فهم أفضل للخصائص الفريدة للفرد أو شخصيته للتنبؤ بأمور مثل الأداء في مكان العمل أو إدارة علاقات العملاء.